# 帕夏·依夏
帕夏·依夏（維吾爾語：ﭘﺎﺷﺎ ﺋﯩﺸﺎﻥ‎，1939年—），维吾尔族，新疆伊宁人，中国女高音歌唱家，一级演员，新疆维吾尔自治区政协副主席，第四、五、六、七、十届全国政协委员。